# Isabella Eugénie Boyer
Duchessa Isabella Eugénie Boyer (Parigi, 17 dicembre 1841 – Parigi, 12 maggio 1904) è stata una modella francese naturalizzata statunitense.
All'età di vent'anni sposò Isaac Singer, inventore della macchina per cucire e fondatore della Singer, è erroneamente considerata la modella a cui si è ispirato Frédéric Auguste Bartholdi per realizzare la Statua della Libertà. Secondo diverse fonti, il volto della statua fu modellato sulla base di quello della madre dello scultore.